# Ancient Songs of Burlap Heroes
Ancient Songs of Burlap Heroes ist ein Jazzalbum von Nate Wooley & Columbia Icefield. Die am 14. und 15. Oktober 2021 im Oktaven Audio Studio in Mount Vernon, New York, entstandenen Aufnahmen erschienen am 29. Juli 2022 auf Pyroclastic Records.

## Hintergrund
Wooley ist im pazifischen Nordwesten aufgewachsen, und die massiven Gletscher, die den Columbia River speisen, dienen als Katalysator für das Nachdenken über ihre lebensspendende Unentbehrlichkeit und ihre imposante Kraft, notierte Troy Dostert. Mit dieser Veröffentlichung beschäftigte sich der Musiker auch mit der Realität des Klimawandels und setzte sich mit der Art und Weise auseinander, in der menschliche Aktivitäten selbst Naturprozesse selbst im globalen Maßstab permanent verändern. Die Titel der Stücke selbst, wie „I Am the Sea that Sings of Dust“ und „Returning to Drown Myself, Final“ lassen eine Vorahnung dessen erahnen. Auch das Album-Artwork mit Bildern des Fotografen Aaron Munson thematisiert diese Veränderungen. 
Das Columbia Icefield ist ein imposanter Gletscher; das größte Eisfeld in den (kanadischen) Rocky Mountains, das acht große Gletscher nährt. Das gleichnamige Album erschien im Jahr 2019; der Trompeter Nate Wooley hatte es mit der Gitarristin Mary Halvorson, der Pedal-Steel-Gitarristin Susan Alcorn und dem Schlagzeugers Ryan Sawyer eingespielt, die nun das Ensemble Columbia Icefield bilden. Als Gastmusiker kamen beim zweiten Album für zwei Titel Trevor Dunn (E-Bass) und Mat Maneri (Bratsche) hinzu. Die Musik läuft als ein zusammenhängendes, einstündiges Stück, ist aber in sieben Stücke unterteilt, drei lange Abschnitte, die durch vier kürzere atmosphärische Verknüpfungen voneinander getrennt sind, die die Musik mit Field Recordings und den Geräuschen von LKW-Motoren und Flugzeugen vermischen, die über ihnen schweben (zunächst Alcorn und Halvorson zusammen, dann Halvorson allein, dann Wooley und Sawyer).

## Titelliste

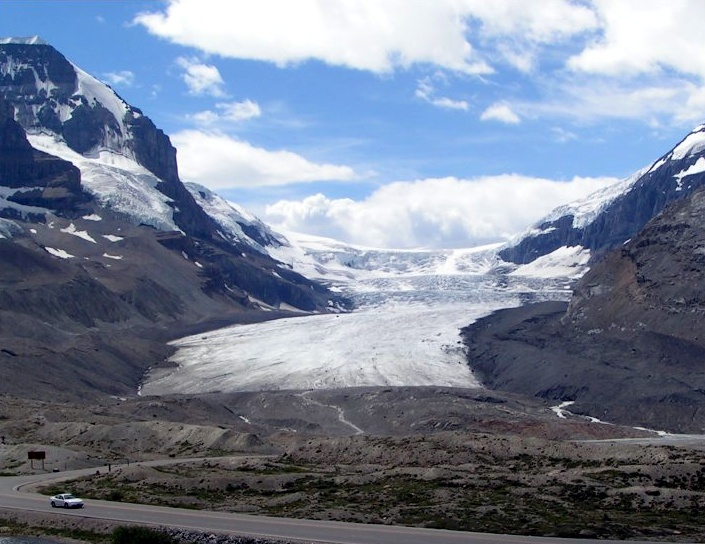
Athabasca-Gletscher

- Nate Wooley & Columbia Icefield: Ancient Songs of Burlap Heroes (Pyroclastic Records PR 20)[4]

1. (.....)	2:08
2. I Am The Sea That SIngs of Dust 18:08
3. (.......)	2:50
4. A Catastrophic Legend 5:02
5. (........)	2:57
6. Returning to Drown Myself, Finally	10:37
7. (...............)	4:42

Die Kompositionen stammen von Nate Wooley. „Returning to Drown Myself, Finally“ basiert auf dem schwedischen Dalakoral „Nu är midsommar natt“.

## Rezeption
Nach Ansicht von Troy Dostert, der das Album in All About Jazz rezensierte, weigert sich Nate Wooley, triviale Musik zu machen; immer wieder liefere er seinen Zuhörern viel Stoff zum Nachdenken. Dies werde nicht weniger deutlich bei seinem Columbia Icefield-Projekt, das „kopfüber in die angespannte Beziehung des Menschen zur Natur eintaucht“. Mit Wooleys elektronisch verzerrten Aufnahmen, die an Meereslandschaften erinnern, sei dies eine ergreifende Reflexion über die Natur und ihre Vergänglichkeit, mit dem bewegendsten Spiel des Trompeters auf der Platte und einem besonders bewegenden Dialog mit den anderen drei Musikern. Es diene als lebendige Erinnerung daran, dass es immer Schönheit gibt, selbst in den dunkelsten Momenten.

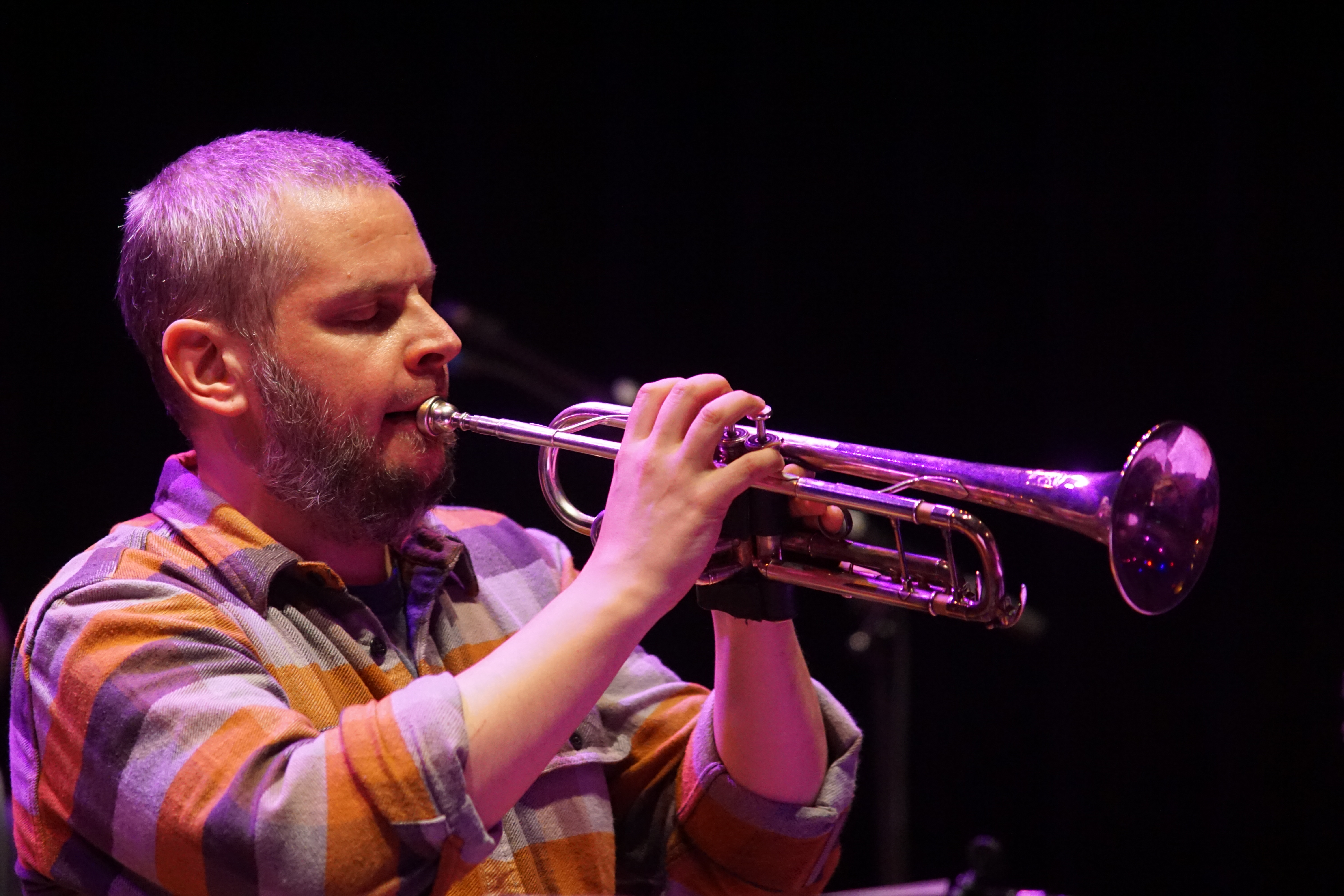
Nate Wooley bei einem Auftritt in Utrecht 2016

Ebenfalls in All About Jazz schrieb Jerome Wilson, dieses Werk würde das Gefühl von großer Tiefe vermitteln, das dadurch entsteht, dass die einzelnen Instrumente alle im Raum zu schweben scheinen, umgeben von den natürlichen Klängen von Wind und Wasser. Die Musik habe eine kühle Erhabenheit, während die Spieler danach streben, Aussagen über die Menschheit zu schaffen, bevor die natürliche Welt sie übertönt. Diese Arbeit sei an manchen Stellen hart und abweisend, aber am Ende lasse sie eine Spannung entstehen, die sie wiederum sehr schön mache.
Ancient Songs of Burlap Heroes führe die atmosphärischen Klanglandschaften, die kalte Distanz und die allmähliche Entwicklung der Band weiter, schrieb Michael J. West in JazzTimes. Der Unterschied zum ersten Album der Gruppe würde darin bestehen, dass diese Entwicklungen ausgeprägter sind und sich zu festeren kompositorischen Strukturen summierten. Das sei wohl auch beabsichtigt, denn Wooley hätte sich von Volksliedern inspirieren lassen. Dies sei nicht immer leicht herauszuhören, angesichts der allmählichen Entwicklung des musikalischen Geschehens. So würde „A Catastrophic Legend“ und Wooleys Trompete wie eine Gottesmelodie klingen. Zwischen den Variationen dieser Melodie würden sich die Spieler langen Improvisationen zuwenden, die sich zu eigenständigen Formen herauskristallisieren.
Philip Freeman, der das Album mit der Höchstbewertung von fünf Sternen auszeichnete, schrieb im Down Beat, dies sei ein äußerst schönes und kontemplatives Werk voller atemberaubender Solo- und Duo-Passagen, die Halvorson und Alcorn oft mehr als den nominellen Bandleader hervorheben, sowie kraftvolle, fast harte Rock-Crescendi. Die Naturgeräusche würden es in den Kontext des Lebens und der Welt stellen, obwohl es natürlich alles Teil einer großen und kunstvollen Illusion sei. Die Studioaufnahmen klängen makellos und mit subtilen Effekten versehen, um den Zuhörer zu umgeben. Währenddessen würden einige der Naturgeräusche ausgeblasen und verzerrt, als ob sie die Mikrofone überwältigen würden.